# Петър Стоянов (офицер от флота)
Вижте пояснителната страница за други личности с името Петър Стоянов.
Петър Стоянов Стоянов е български офицер, капитан II ранг, командир на миноносец „Строги“ през Балканската (1912 – 1913) и Междусъюзническата война (1913), началник на Дунавската част и интендант на флота през Първата световна война (1915 – 1918), кмет на Варна (1923 – 1927 и през 1944 година).

## Биография
Роден е на 27 септември 1881 година в горнооряховското село Обчиларе. Учи в Търговска гимназия в Казанлък. През 1902 г. завършва Машинното училище във Варна и е произведен в чин мичман II ранг, а през 1905 г. е произведен в чин мичман I ранг. Служи в Софийския крепостен батальон. През 1916 г. като мичман I ранг от флота е командирова за обучение в Минния офицерски клас в Кронщат, Русия, който завършва през 1907 г. През 1909 е произведен в чин Лейтенант и същата година служи като яхтен офицер на яхта „Крум“.
По време на Балканската (1912 – 1913) и Междусъюзническата война (1913) лейтенант Стоянов служи като командир на миноносеца „Строги“. През 1915 г. е началник на минна част на неподвижната отбрана.
През Първата световна война (1915 – 1918) лейтенант Петър Стоянов първоначално е началник на Дунавската част, след което служи като интендант на флота. На 1 март 1916 г. е произведен в чин капитан III ранг, а на 27 февруари 1918 в чин капитан II ранг. През 1919 г. е уволнен от служба.
Петър Стоянов е един от създателите на Българския народен морски сговор, а от 1924 до 1930 е негов председател. Между 1923 и 1927 година става кмет на Варна за първи мандат, а от 26 януари до 9 септември 1944 година ръководи с втори мандат. По настояване на Варненската общинска управа през 1926 г. правителството прокарва закон, според който службите по електроснабдяване се отделят в самостоятелни стопански предприятия.
На 8 септември 1944 година е арестуван и съден от Народния съд. Впоследствие е изселен от Варна. Умира на 19 септември 1954 година в родното си село.

## Военни звания
- Мичман II ранг (1902)
- Мичман I ранг (1905)
- Лейтенант (1909)
- Капитан III ранг (1 март 1916)
- Капитан II ранг (27 февруари 1918)

## Образование
- Машинно училище във Варна (до 1902)
- Минен офицерски клас в Кронщат, Русия (1906 – 1907)

## Награди
- Орден „Св. Александър“ V степен с мечове по средата
- Орден „За заслуга“ на военна лента
- Орден „За заслуга“ на обикновена лента